# Buch am Erlbach
Buch am Erlbach település Németországban, azon belül Bajorországban. Lakosainak száma 4207 fő (2023. december 31.). Buch am Erlbach Vilsheim, Hohenpolding, Kirchberg, Langenpreising, Moosburg és Eching községekkel határos.

## Népesség
A település népessége az elmúlt években az alábbi módon változott:
| Lakosok száma | 631  | 1117 | 1725 | 2378 | 3549 | 3646 | 3807 | 3880 | 4147 | 4207 |
|               | 1875 | 1950 | 1975 | 1987 | 2012 | 2014 | 2016 | 2017 | 2021 | 2023 |